# King Nothing
"King Nothing" je skladba americké heavymetalové skupiny Metallica z jejich alba Load z roku 1996. Skladbu napsali James Hetfield, Lars Ulrich a Kirk Hammett, přičemž její text hovoří o tom, aby byl člověk opatrný v tom, co si přeje. Kytary a basová kytara byly v skladbě laděné v tónině Eb. V americkém žebříčku Billboard Hot 100 dosáhla skladba 90. místa a v Mainstream Rock Tracks dosáhla 6. místa. Oficiální hudební video bylo natočeno v Park City v prosinci 1996.

## Seznam skladeb
Kanada & amp; USA Singl
1. "King Nothing" - 5:28
2. "Is not My Bitch" (Live) - 6:00

USA Promo Singl
1. "King Nothing" (Edited Version) - 4:59
2. "King Nothing" (Full Version) - 5:28